# Новицкий, Игорь Валентинович
Игорь Валентинович Новицкий (31 октября 1869, Киев —1944, Прага) — участник Первой мировой войны, Георгиевский кавалер, мемуарист.

## Биография
Родился в семье штабс-капитана, героя обороны Севастополя. Окончил Петровский Полтавский кадетский корпус в 1887 году и Михайловское артиллерийское училище в 1890 году.
В службу вступил 31.8.1887 г. Подпоручик (старшинство с 9.8.1888). Поручик (старшинство с 9.8.1892). С 30.8.1899 младший офицер 1-й батареи Константиновского артиллерийского училища. Штабс-капитан (старшинство с 6.5.1900). Штабс-капитан гвардии (старшинство с 6.12.1901). Капитан гвардии (старшинство с 6.12.1905). С 12.12.1907 библиотекарь Константиновского артиллерийского училища. Подполковник (с 1.1.1910, старшинство с 6.12.1905). Командир 2-й батареи 5-й артиллерийской бригады (на 15.5.1913). В 1913—1914 жил в Житомире. Участник Первой мировой войны. Полковник (старшинство с 14.8.1914). В декабре 1914 контужен в голову. С 6.2.1916 командир 2-го дивизиона 105-й артиллерийской бригады. В 1916—1917 годах командир 183-й пушечной бригады. Награждён орденом Святого Георгия IV степени, орденами св. Анны II степени (1910), мечами к нему (1915), св. Владимира IV степени (1914), мечами и бантом к нему, III степени с мечами (1915). Последний чин в российской армии — генерал-майор (произведён 23 сентября 1917 года).
Женат, два сына.
В 1917—1918 годах по избранию от Юго-западного фронта член Поместного собора Православной Российской Церкви, участвовал в 1–2-й сессиях, член VI, X, XI отделов.
В это же время, член дикой ложи «Семён Гамалея к кубическому камню», созданной вопреки правил мартинистами под руководством П. М. Казначеева.
С 12 января 1918 года помощник начальника Главного управления военно-учебных заведений Военного министерства Центральной Рады. С 16 января начальник артиллерии Киевского военного округа. С апреля чиновник для поручений в Министерстве земельных дел Украинской Народной Республики. С 20 января 1919 года инспектор артиллерии 10-го действенного корпуса Действующей Армии УНР.
16 мая 1919 года в Луцке попал в польский плен. В лагере военнопленных дал согласие вступить в белогвардейскую Северо-Западную армию. Проходил дополнительное обучение в артиллерийской школе в Англии для обслуживания английских артиллерийских систем. Некоторое время был инспектором артиллерии 2-го корпуса Северо-Западной белогвардейской армии Н. Н. Юденича, затем выехал на Балканы и вскоре вернулся на Украину.
С 9 июля 1920 снова в украинской армии. С 1 августа 1920 года начальник отдела вооружения Артиллерийского управления Армии УНР.
С 1921 года в эмиграции в Праге, член политической группы «Общее дело», докладчик на собраниях Русского национального союза и Крестьянского союза. В 1926 году редактор газеты «День русского инвалида». С 1927 года член Союза русских военных инвалидов, переехал на юг Франции, член Общества офицеров-артиллеристов. В 1933 году один из руководителей Унтер-офицерских курсов в Ницце, с 1934 года начальник отдела Национальной организации русских скаутов в Ницце, затем переехал в Варшаву.
Автор рукописей воспоминаний «Дневник командира — Великая война 1914—1917» и «Дневник скитальца», где значительное место посвящено службе в украинской армии.
Похоронен на Ольшанском кладбище в Праге (участок 2гор-18).